# 511
| [ Edytuj tabelę ]          | |
| Cesarz Bizancjum           | - 491 Anastazjusz I 518                                                                                  |
| Cesarz Chin                | - 502 Liang Wudi 549                                                                                     |
| Król Franków               | - 481 Chlodwig I 511 - 511 Chlodomer 524 - 511 Childebert I 558 - 511 Teuderyk I 534 - 511 Chlotar I 561 |
| Król Kentu                 | - 488 Oisc 512                                                                                           |
| Patriarcha Konstantynopola | - 495 Macedoniusz II 511 - 511 Tymoteusz I 518                                                           |
| Władca Korei               | - 491 Munja 519                                                                                          |
| Król Mercji                | - 501 Cnebba (?) 566                                                                                     |
| Król Munsteru              | - 493 Eochaid 523                                                                                        |
| Król Ostrogotów            | - 471 Teodoryk Wielki 526                                                                                |
| Papież                     | - 498 Symmach 514                                                                                        |
| Król Persji                | - 488 Kawad I 531                                                                                        |
| Król Wandalów              | - 496 Trasamund 523                                                                                      |
| Król Wizygotów             | - 507 Gesalek 511 - 511 Teodoryk Wielki 526                                                              |

Rok 511 / DXI
stulecia: V wiek ~
VI wiek ~
VII wiek

lata: 501 «
506 «
507 «
508 «
509 «
510 «
511
» 512
» 513
» 514
» 515
» 516
» 521

## Wydarzenia
- Europa
  - Po śmierci Chlodwiga I państwo Franków podzielone zostało między jego czterech synów.

## Zmarli
- 27 listopada – Chlodwig I, król Franków